# Infelici e contenti
Infelici e contenti è un film del 1992 diretto da Neri Parenti ed interpretato da Renato Pozzetto ed Ezio Greggio.

## Trama

Vittorio e Aldo

Dopo essere rimasto vittima di un incidente stradale, Aldo, ex campione di pallanuoto ed ex impiegato di banca, è costretto a passare il resto della sua vita su una sedia a rotelle. Quando la moglie Alessandra decide di partire per le vacanze di Ferragosto, prenota per il loro cane Peppino un soggiorno al canile e per il marito una camera in una casa di riposo gestita da suore e infermiere. Qui Aldo conosce il cieco Vittorio, un trafficante di mercanzia contraffatta e che spesso molesta la spagnola Suor Teresa, con cui dovrà condividere la stanza e che lo coinvolgerà in un viaggio fino a Sanremo, inseguendo un'improbabile quanto losca vendita di Rolex falsi. 
Il viaggio sarà caratterizzato da una serie di peripezie: l’incontro con le giovani Ornella e Sara, conosciute alla casa di riposo, che poi si scoprono essere due ladre, successivamente una scappatella di Vittorio con Valeria, la sorella di Aldo, durante una visita a casa sua, e infine lo scampato pericolo con alcuni creditori con cui Vittorio aveva un conto in sospeso. Finché una sera, Aldo e Vittorio incontrano in un casinò l'ingegner Petrilli, colui che tre anni prima investì Aldo con l'automobile, il quale si dimostra amichevole regalando un milione in fiches ad Aldo. Quest'ultimo però, in seguito, dopo aver accumulato una congrua vincita, decide di restituire a Petrilli l'equivalente in denaro di quanto prestato, cogliendo l'occasione per soggiornare nella villa di Portofino di quest'ultimo, secondo una promessa fatta all'epoca dell'incidente. 
I due vanno così a trovare Petrilli nella sua villa; tuttavia, stavolta questi dissimula a malapena la sua scontentezza nel rivederli, e acconsente controvoglia a ospitarli per la notte, nonostante la contrarietà di Vittorio, convinto che ci sia qualcosa che non va. Durante la notte, infatti, Vittorio scopre che nella villa c'è anche Alessandra, che tra l'altro ha intrecciato una relazione con Petrilli: questa confessa a Vittorio la sua decisione di lasciare il marito, esausta dai tre anni passati accanto a lui a causa della sua disabilità e intenzionata a volersi rifare una vita. 
Consapevole che il colpo sarebbe troppo forte per l'amico, Vittorio non racconta niente ad Aldo della scoperta fatta. Tuttavia, poco prima di ripartire per ritornare alla casa di riposo, riesce ad intrufolarsi nello yacht di Petrilli mentre discute con Alessandra al telefono e successivamente ad aggredirlo con il suo inseparabile bastone. Una volta tornati, Alessandra si ripresenta a prendere Aldo, che apprende dalla televisione la notizia dell'incidente occorso a Petrilli e che anche lui, d'ora in poi, sarà costretto a stare su una sedia a rotelle. Vittorio nel frattempo si defila per sempre, dopo essersi assicurato che l'amico continui ad avere a fianco la moglie per il resto della sua vita.

## Produzione
Le riprese sono state effettuate principalmente in Liguria, in particolare tra Santa Margherita Ligure, Paraggi, Camogli, Sanremo e Portofino. Le sequenze relative alla prima e all'ultima parte del film, ambientate a Milano, sono state in realtà girate a Roma, ad eccezione delle scene girate nei pressi del Duomo. Altri luoghi di riprese sono stati Santa Severa e Nettuno.